# Linn Gossé
Linn Gossé (født 25. juni 1986) er en norsk håndboldspiller. Hun spiller for TIF Viking i den norske 1. division. Hun har tidligere optrådt for Stabæk Håndball, Tertnes idrettslag og danske Randers HK. Hun fik debut på det norske landshold 27. september 2005 i en kamp mod Portugal. I 2012 repræsenterede hun Norge ved EM i 2012.